# EWHL Super Cup 2022/23
Der EWHL Super Cup 2022/23 war die 12. Austragung des EWHL Super Cups. Der Wettbewerb im Fraueneishockey wurde von der European Women’s Hockey League (EWHL) organisiert.

## Modus und Teilnehmer
Die acht teilnehmenden Mannschaften spielen in zwei Gruppen aufgeteilt jeweils in einer Einfachrunde Jeder gegen jeden. Für einen Sieg gab es drei Punkte; für einen Sieg nach Verlängerung (Sudden Victory Overtime) oder Penaltyschießen bekam der Sieger zwei Punkte, der Verlierer einen.
Für das Finalturnier des Super Cups am 28. und 29. Januar 2023 qualifizierten sich vier Mannschaften – jeweils die beiden Gruppenersten sowie Gruppenzweiten.

## Vorrunde

### Gruppe A
| Pl. |                                | Sp | S | OTS | OTN | N | Tore | Punkte |
| --- | ------------------------------ | -- | - | --- | --- | - | ---- | ------ |
| 1.  | ŠKP Bratislava                 | 3  | 3 | 0   | 0   | 0 | 14:4 | 9      |
| 2.  | KMH Budapest                   | 3  | 2 | 0   | 0   | 1 | 11:6 | 6      |
| 3.  | Budapest Jégkorong Akadémia HC | 3  | 1 | 0   | 0   | 2 | 7:8  | 3      |
| 4.  | ESC Planegg                    | 3  | 0 | 0   | 0   | 3 | 3:17 | 0      |

### Gruppe B
| Pl. |                  | Sp | S | OTS | OTN | N | Tore | Punkte |
| --- | ---------------- | -- | - | --- | --- | - | ---- | ------ |
| 1.  | ECDC Memmingen   | 3  | 3 | 0   | 0   | 0 | 17:5 | 9      |
| 2.  | MAC Budapest     | 3  | 2 | 0   | 0   | 1 | 9:7  | 6      |
| 3.  | Aisulu Almaty    | 3  | 0 | 1   | 0   | 2 | 4:11 | 2      |
| 4.  | Austrian Selects | 3  | 0 | 0   | 1   | 2 | 2:9  | 1      |

## Finalturnier
Für das Finalturnier in Memmingen qualifizierten sich die der ŠKP Bratislava, KMH Budapest, ECDC Memmingen und MAC Budapest.
Der KMH Budapest und MAC Budapest erreichten das Finale, in dem sich der KMH Budapest mit 2:1 durchsetzte. Damit gewann der KMH zum vierten Mal den Super Cup.

### Spiele
Halbfinale
| 28. Januar 2023 17:15 Uhr | ECDC Memmingen Theresa Knutson (7:38) Lena Kartheininger (32:16) Anne Bartsch (48:11) | 3:6 (1:0, 1:4, 1:2) Spielbericht | KMH Budapest Alexandra Huszák (20:53) Alexandra Huszák (28:53) Madeline Leidt (35:13) Madeline Leidt M. (37:20) Madeline Leidt M. (43:10) Lucia Halušková (58:48) | Eissporthalle, Memmingen Zuschauer: 632 |

| 28. Januar 2023 20:15 Uhr | ŠKP Bratislava Olivia Atkinson (19:48) Kassandra Roache (21:01) Olivia Atkinson (53:41) | 3:2 n. V. (1:2, 0:0:, 1:0, 1:0) Spielbericht | MAC Budapest Zuzana Dobiášová (29:16) | Eissporthalle, Memmingen Zuschauer: 107 |

Spiel um Platz 3
| 29. Januar 2023 12:15 Uhr | ECDC Memmingen Theresa Knutson (15:24) Sonja Weidenfelder (22:48) Katharina Häckelsmiller (48:58) Julia Männlein (54:42) | 4:1 (1:0, 1:1, 2:0) Spielbericht | ŠKP Bratislava Ema Tóthová (35:30) | Eissporthalle, Memmingen Zuschauer: 186 |

Finale
| 29. Januar 2023 15:15 Uhr | KMH Budapest Alexandra Huszák (19:27) Petra Szamosfalvi (44:16) | 2:1 (1:0, 0:1, 1:0) Spielbericht | MAC Budapest Kassandra Roache (38:00) | Eissporthalle, Memmingen Zuschauer: 103 |

### Beste Scorerinnen
Abkürzungen: Sp = Spiele, T = Tore, V = Assists, Pkt = Punkte, +/− = Plus/Minus, SM = Strafminuten; Fett: Turnierbestwert
| Spieler          | Mannschaft     | Sp | T | V | Pkt | +/− | SM |
| ---------------- | -------------- | -- | - | - | --- | --- | -- |
| Alexandra Huszák | KMH Budapest   | 5  | 7 | 3 | 10  | +4  | 6  |
| Laura Kluge      | ECDC Memmingen | 3  | 4 | 5 | 9   | +7  | 2  |
| Theresa Knutson  | ECDC Memmingen | 5  | 4 | 5 | 9   | +10 | 0  |
| Olivia Atkinson  | MAC Budapest   | 5  | 3 | 6 | 9   | +5  | 0  |
| Daria Gleißner   | ECDC Memmingen | 5  | 3 | 5 | 8   | +8  | 6  |
| Lucia Halušková  | KMH Budapest   | 5  | 4 | 2 | 6   | +2  | 4  |
| Madeline Leidt   | KMH Budapest   | 5  | 4 | 2 | 6   | +2  | 2  |
| Nikola Rumanova  | ŠKP Bratislava | 5  | 3 | 3 | 6   | +7  | 2  |